# Oumar Diouck
Oumar Diouck (Pikine, 9 november 1994) is een Belgisch-Senegalees profvoetballer die bij voorkeur als aanvaller speelt.

## Clubcarrière
Op z'n negende kwam hij naar België en speelde eerst bij jeugdclubs in Gent. Daarna speelde hij vijf jaar in de jeugd bij Germinal Beerschot en vervolgens bij Lierse SK. Hij keerde terug bij Beerschot en maakte in 2011 de overstap naar rivaal Royal Antwerp. Hij verruilde in 2014 Antwerp FC voor Helmond Sport. In 2015 tekende Diouck een contract bij Lommel United. Aan het einde van het seizoen 2015/16 kwam hij in de uitwedstrijd bij Cercle Brugge in onenigheid met de scheidsrechter en werd daarvoor door de bond tot 30 november 2016 geschorst. Op 24 augustus 2016 werd zijn tot medio 2017 doorlopende contract ontbonden. Nadat een stage bij Achilles '29 niet tot een contract leidde, ging hij in januari 2017 voor KVK Tienen spelen.

## Interlandcarrière
Hij speelde voor de Belgische nationale jeugdreeksen. Voor de Belgische U16 kwam hij 11 keer uit waar hij 1 keer scoorde. Voor de Belgische U17 speelde hij 7 keer en scoorde daarbij 3 keer.

## Statistieken
| Seizoen        | Club            | Competitie              | Competitie | Competitie | Play-offs | Play-offs | Beker | Beker | Totaal | Totaal |
| Seizoen        | Club            | Competitie              | Wed.       | Dlp.       | Wed.      | Dlp.      | Wed.  | Dlp.  | Wed.   | Dlp.   |
| -------------- | --------------- | ----------------------- | ---------- | ---------- | --------- | --------- | ----- | ----- | ------ | ------ |
| 2010-2011      | K. Beerschot AC | Jupiler Pro League      | 0          | 0          | 0         | 0         | 0     | 0     | 0      | 0      |
| 2011-2012      | Antwerp FC      | Tweede klasse           | 26         | 0          | —         | —         | 1     | 0     | 27     | 0      |
| 2012-2013      | Antwerp FC      | Tweede klasse           | 23         | 4          | 0         | 0         | 0     | 0     | 23     | 4      |
| 2013-2014      | Antwerp FC      | Tweede klasse           | 0          | 0          | 0         | 0         | 0     | 0     | 0      | 0      |
| 2014-2015      | Helmond Sport   | Eerste Divisie          | 30         | 9          | 0         | 0         | 1     | 1     | 31     | 10     |
| 2015-2016      | Lommel United   | Tweede klasse           | 11         | 1          | 0         | 0         | 2     | 0     | 13     | 1      |
| 2016-2017      | KVK Tienen      | Tweede klasse amateurs  | 12         | 3          | 0         | 0         | 0     | 0     | 12     | 3      |
| 2017-2018      | KVK Tienen      | Tweede klasse amateurs  | 28         | 2          | 0         | 0         | 2     | 0     | 30     | 2      |
| 2019           | FC Edmonton     | Canadian Premier League | 26         | 6          | 0         | 0         | 2     | 1     | 28     | 7      |
| Carrièretotaal | Carrièretotaal  | Carrièretotaal          | 156        | 25         | 0         | 0         | 8     | 2     | 164    | 27     |

Bijgewerkt t/m 9 januari 2020